# Université Usman dan Fodio
L’université Usman dan Fodio (en anglais Usmanu Danfodiyo University, en haoussa Jami'ar Usman Danfodio), aussi appelée Udusok, est une université située à  Sokoto (ville) (État de Sokoto), dans le nord-ouest du Nigeria. Elle a été fondée en 1975. Elle compte des facultés d'agriculture, d'arts et d'études islamiques, d'éducation, de sciences de la santé, de droit, de gestion, de pharmacie, de sciences, de sciences sociales et d'études vétérinaires.  
En 2017-2018, l'université a accueilli 5 325 nouveaux étudiants.

## Étudiants notoires
- Salamat Ahuoiza Aliu, se spécialiser en neurochirurgie à l'université, la première femme neurochirurgienne originaire d'Afrique de l'Ouest et formée en Afrique de l'Ouest.